# Briana Evigan
Briana Barbara-Jane Evigan (Los Angeles, Kalifornia, 1986. október 23. –) amerikai színésznő, táncosnő és énekesnő.

## Pályafutása
Greg Evigan színész és Pamela Serpe, aki szintén színész, harmadik gyermekeként született meg. Első filmes debütálására 1996-ban került sor, amikor szerepet kapott a House of the Damned című filmben, melyben igazi apjának a lányát alakította. 2003-ban a Linkin Park Numb című számához készült videóklipjében is szerepel. 2004-ben a Something Sweet, míg 2006-ban a Mindhalálig buli című filmekben láthattuk kisebb szerepekben. 
Az igazán nagy sikert azonban a 2006-os Step Up folytatása a Streetdance – Step Up 2. hozta meg számára 2008-ban. A film másik főszereplője Robert Hoffman, a filmben elcsattan egy csók is, melyért a júniusi MTV Movie Awards díjátadón a Best Kiss kategóriában elnyerték a díjat. Augusztusban pedig a Teen Choice Awards-re jelölték a Choice Movie Breakout Female kategóriában, ám a díjat Elliot Page nyerte. 2009-ben szerepelt az S. Darko és a Kegyetlen titok című thrillerekben.

## Filmográfia

### Film
| Év   | Magyar cím               | Eredeti cím                     | Szerep              | Magyar hang    |
| ---- | ------------------------ | ------------------------------- | ------------------- | -------------- |
| 1996 | Menekülés a semmibe      | House of the Damned             | Aubrey South        | Molnár Ilona   |
| 2006 | Mindhalálig buli         | Bottoms Up                      | középiskolás lány   |                |
| 2008 | Streetdance – Step Up 2. | Step Up 2: The Streets          | Andrea "Andie" West | Szabó Zselyke  |
| 2009 | S. Darko                 | S. Darko                        | Corey Richardson    |                |
| 2009 | Kegyetlen titok          | Sorority Row                    | Cassidy Tappan      | Solecki Janka  |
| 2010 |                          | Burning Bright                  | Kelly Taylor        |                |
| 2010 |                          | Mother's Day                    | Annette Langston    |                |
| 2010 |                          | Monster Heroes                  | Svector Orlaff      |                |
| 2011 |                          | Subject: I Love You             | Butterfly           |                |
| 2012 |                          | Rites of Passage                | Penelope            |                |
| 2012 |                          | The Devil's Carnival            | Ms. Merrywood       |                |
| 2012 | Rejtekhely               | Stash House                     | Emma Nash           | Vági Viktória  |
| 2012 |                          | Mine Games                      | Lyla                |                |
| 2013 |                          | She Loves Me Not                | Charlotte           |                |
| 2014 | Véres igazság            | Puncture Wounds                 | Tanya               | Vágó Bernadett |
| 2014 | Step Up – All In         | Step Up: All In                 | Andrea "Andie" West | Szabó Zselyke  |
| 2014 |                          | Lap Dance                       | Tasha               |                |
| 2014 |                          | Paranormal Island               | Ivy                 |                |
| 2016 |                          | Monday at 11:01 A.M.            | Olivia              |                |
| 2016 |                          | ToY                             | Chloe               |                |
| 2016 |                          | Love Is All You Need?           | Jude Klein          |                |
| 2016 |                          | The Devil's Carnival: Alleluia! | Ms. Merrywood       |                |
| 2018 | A férjem titkos felesége | My Husband's Secret Wife        | Melanie             | Solecki Janka  |
| 2018 |                          | River Runs Red                  | Marilyn             |                |

### Televízió
| Év   | Magyar cím             | Eredeti cím                     | Szerep                       | Megjegyzés                                      |
| ---- | ---------------------- | ------------------------------- | ---------------------------- | ----------------------------------------------- |
| 2008 | A félelem maga         | Fear Itself                     | Helen                        | - egy epizód - magyar hangja Bogdányi Titanilla |
| 2012 | Sztárt karácsonyra     | A Star for Christmas            | Cassie Drake                 | - tévéfilm - magyar hangja Bogdányi Titanilla   |
| 2013 |                        | Longmire                        | Brandy                       | egy epizód                                      |
| 2015 | Alkonyattól pirkadatig | From Dusk till Dawn: The Series | Sonja Lam                    | visszatérő szereplő (nyolc epizód)              |
| 2015 | Szökevény hercegnő     | Once Upon a Holiday             | Katherine "Katie" Hollington | tévéfilm                                        |
| 2017 | A dadus rémálma        | The Good Nanny                  | Summer Pratt                 | - tévéfilm - magyar hangja Szabó Zselyke        |